# Holger Wemhoff
Holger Wemhoff (* 1969 in Ibbenbüren) ist ein deutscher Moderator, Sprecher und Autor. Bekannt ist er vor allem durch seine Tätigkeit als Chefmoderator bei Klassik Radio, wo er seit den 2000er Jahren tätig war.

## Leben und Arbeit
Nach dem Abitur studierte Wemhoff Theaterwissenschaft mit Schwerpunkt Musiktheater sowie Italienische Philologie und Neue deutsche Literaturgeschichte an der Ludwig-Maximilians-Universität München.
Ursprünglich strebte er eine Karriere als Opernregisseur an und sammelte erste Erfahrungen als Abendspielleiter am Staatstheater am Gärtnerplatz in München. 
Neben seiner Arbeit bei Klassik Radio moderierte Wemhoff zahlreiche Musikveranstaltungen, darunter die Festliche AIDS-Gala der Deutschen Oper am Rhein und das Sommernachtskonzert der Wiener Philharmoniker. Zudem begleitet er das Klassik Radio Pops Orchestra auf seinen Konzerten und ist als Sprecher in Hörspielen wie „Die drei ???“ und „TKKG“ zu hören.
Er führte Interviews mit  Persönlichkeiten, darunter Sir Peter Ustinov, Armin Mueller-Stahl, Ennio Morricone, Rolando Villazón und Montserrat Caballé. 
Seit 2013 ist er Kolumnist der Frankfurter Allgemeinen Zeitung und offizieller Pate des Australian Youth Orchestra.
Im Herbst 2011 veröffentlichte Wemhoff sein erstes Buch „Wo die Sprache aufhört – Mein Leben mit der Klassik“. Er setzt sich aktiv dafür ein, klassische Musik einem breiten Publikum zugänglich zu machen.